# Gerd Losert
Gerd Losert (auch Gert Losert; * 28. Dezember 1934) ist ein ehemaliger deutscher Fußballspieler. Von 1955 bis 1962 spielte er für den SC Einheit Dresden in der DDR-Oberliga, der höchsten Spielklasse im DDR-Fußball. 1958 gewann er mit Einheit Dresden den DDR-Fußballpokal. Er ist zweifacher B-Nationalspieler der DDR.

## Sportliche Laufbahn
Im Januar 1954 erschien der Name Gerd Losert erstmals in der überregionalen Sportberichterstattung, als er als Spieler der BSG Rotation Dresden in einem Testspiel der DDR-Nachwuchsauswahl erwähnt wurde. Noch im selben Jahr wurde die Fußballsektion der der BSG Rotation und mit ihr der knapp 20-jährige Losert in den neu gegründeten SC Einheit Dresden überführt. Als im Herbst 1955 im DDR-Fußball eine Übergangsrunde zum Kalenderjahr-Spielrhythmus ausgetragen wurde, setzte der SC Einheit Losert erstmals in Punktspielen der DDR-Oberliga ein. Am Ende der Übergangsrunde bot ihn Trainer Hans Siegert in zwei Spielen anstelle des etatmäßigen Stürmers Harry Arlt auf. In der Saison 1956 eroberte sich Losert einen Platz in der Stammelf, begünstigt durch den Ausfall des Mittelfeldspielers Heinz Nicklich. Losert übernahm dessen Platz im Mittelfeld, kam in 21 der 26 ausgetragenen Punktspiele zum Einsatz und erzielte drei Tore. Bis 1960 behauptete sich Losert als Stammspieler und verpasste nie mehr als fünf Punktspiele. 1958 bestritt er mit der B-Nationalmannschaft der DDR zwei Länderspiele und wurde mit dem SC Einheit als zentraler Verteidiger nach einem 2:1-Siege nach Verlängerung über den SC Lok Leipzig DDR-Pokalsieger. Es war eines der seltenen Spiele, in denen Losert in der Abwehr stand. Während seiner gesamten Oberligazeit spielte Losert in der Regel im Mittelfeld. Seine letzte Oberligasaison bestritt er 1961/62. Der DDR-Fußball wollte 1962/63 wieder zum Sommer-Frühjahr-Rhythmus zurückkehren, und vorher musste die Oberliga eine Mammutsaison mit 39 Spielen vom März 1961 bis zum Juni 1962 bestreiten. Losert konnte in den ersten 14 Oberligaspielen nicht eingesetzt werden und kam so bis zum Saisonende nur noch auf 16 Punktspiele. Am Ende dieser Spielzeit stand der SC Einheit Dresden als Absteiger fest. Nach seinen 127 Meisterschaftsspielen und sechs Toren in der Oberliga bestritt Losert für den SC noch drei Spielzeiten. Während er 1962/63 nur vier Spiele in der DDR-Liga absolvieren konnte, bestritt er in den 60 Punktspielen der beiden folgenden Spielzeiten 41 Partien und kam noch einmal zu einem Torerfolg. Im Sommer 1965 zog sich Gerd Losert vom Leistungssport zurück. Als Nachwuchstrainer bei der BSG Motor Dresden-Trachenberge betreute er in den 1970er Jahren seinen Sohn Dirk Losert, bevor dieser in den 1980er Jahren für Dynamo Dresden und den 1. FC Magdeburg in der DDR-Oberliga spielte.

## Privat
1959 heiratete Losert die Tischtennisspielerin Ute Mittelstädt (SC Einheit Dresden). Sie haben zwei Kinder.